# Newark, New Jersey
Newark är den största staden i delstaten New Jersey och huvudort i Essex County, USA, med en yta av 63 km² och med 311 000 invånare (2020). Staden ligger cirka åtta kilometer väster om Manhattan. Här ligger Newark Liberty International Airport. Den första bosättningen kom till stånd 1663. Platsen blev en Town 1693 och en City 1851. Den är döpt efter staden Newark-on-Trent i England.

## Klimat
Klimatdiagram över Newark:
|                                            | Jan | Feb | Mar | Apr | Maj | Jun | Jul | Aug | Sep | Okt | Nov | Dec |
| ------------------------------------------ | --- | --- | --- | --- | --- | --- | --- | --- | --- | --- | --- | --- |
| Normaldygnets maximitemperaturs medelvärde | 3   | 5   | 10  | 17  | 22  | 28  | 31  | 30  | 25  | 19  | 13  | 6   |
| Normaldygnets minimitemperaturs medelvärde | −5  | −4  | 1   | 6   | 12  | 17  | 20  | 20  | 16  | 9   | 4   | −2  |
|                                            |     |     |     |     |     |     |     |     |     |     |     |     |
| Nederbörd                                  | 86  | 77  | 98  | 98  | 105 | 82  | 114 | 99  | 93  | 78  | 99  | 88  |

| Diagram | temperaturer i °C • månadsnederbörd i mm | temperaturer i °C • månadsnederbörd i mm | temperaturer i °C • månadsnederbörd i mm | temperaturer i °C • månadsnederbörd i mm | temperaturer i °C • månadsnederbörd i mm | temperaturer i °C • månadsnederbörd i mm | temperaturer i °C • månadsnederbörd i mm | temperaturer i °C • månadsnederbörd i mm | temperaturer i °C • månadsnederbörd i mm | temperaturer i °C • månadsnederbörd i mm | temperaturer i °C • månadsnederbörd i mm | temperaturer i °C • månadsnederbörd i mm |
|         | 86 3 -5                                  | 77 5 -4                                  | 98 10 1                                  | 98 17 6                                  | 105 22 12                                | 82 28 17                                 | 114 31 20                                | 99 30 20                                 | 93 25 16                                 | 78 19 9                                  | 99 13 4                                  | 88 6 -2                                  |

## Sport
Den 28 november 1885 drabbade USA och Kanada samman här i den första fotbollslandskampen utanför Brittiska öarna. Kanada vann med 1–0 innan USA fick revansch på samma plats genom att vinna med 3–2 den 26 november 1886.

## Hushållsekonomi
Det genomsnittliga hushållet i Newark har en årlig inkomst på cirka 35 000 dollar (2018), att jämföra med cirka 75 000 dollar i New York City. 

## Kända personer från Newark
- Paul Auster, författare
- Whitney Houston, sångare
- LaMonica McIver, politiker
- Eva Marie Saint, skådespelerska
- Gerard Way, sångare i My Chemical Romance
- Mikey Way, basist i My Chemical Romance
- Sarah Vaughan, sångerska
- Savion Glover, amerikansk steppdansare, koreograf och skådespelare.
- Ray Liotta, skådespelare
- Joe Pesci, skådespelare
- Ice-T, amerikansk rappare
- Paul Simon, sångare
- Redman, amerikansk rappare
- Philip Roth, författare
- Harlan Coben, författare
- Tom Courtney, friidrottare
- Lauryn Hill, sångerska